# Ka-khem

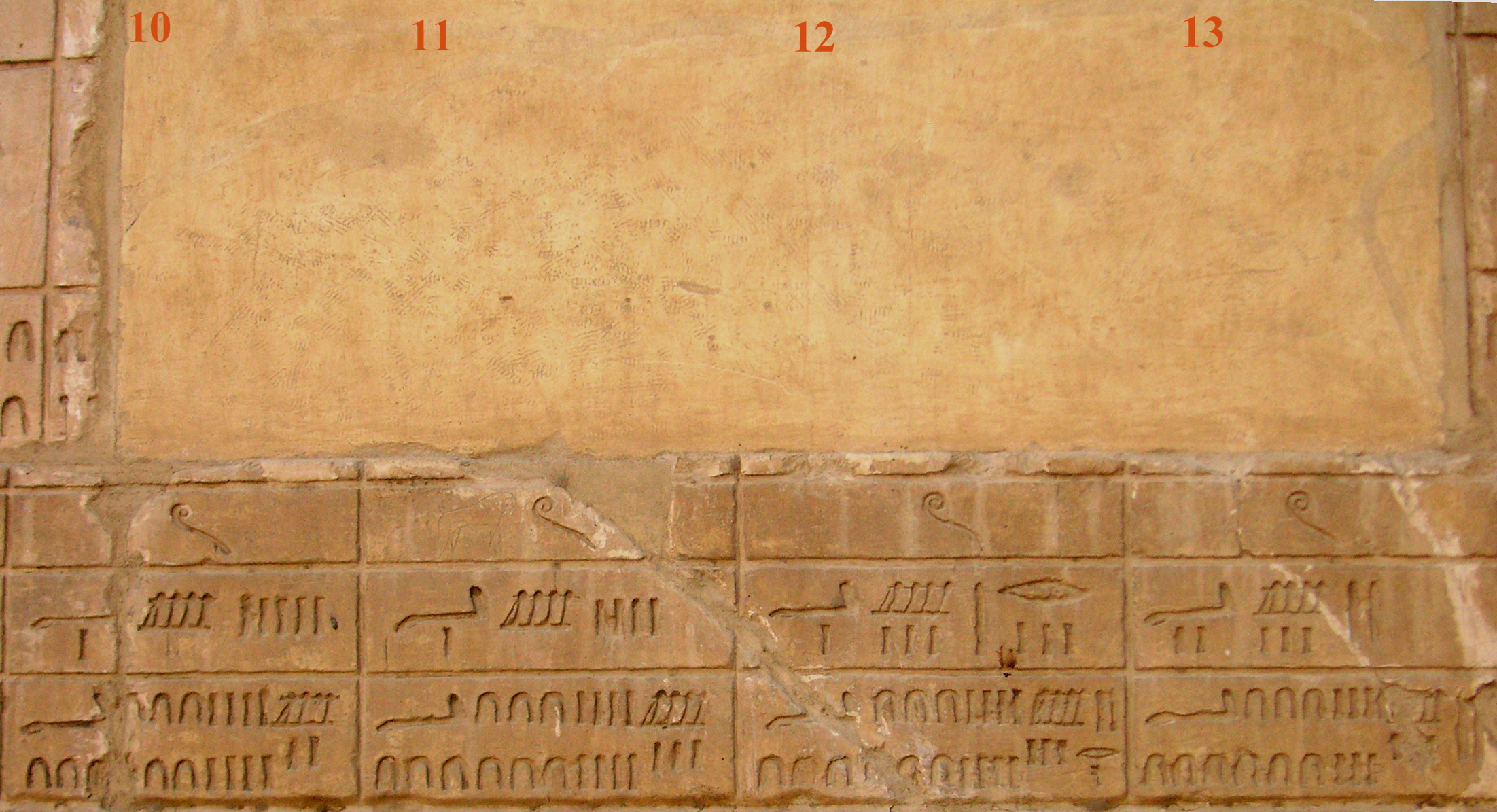
Ka-khems plats, län 10, på "Vita kapellets" vägg i Karnak.

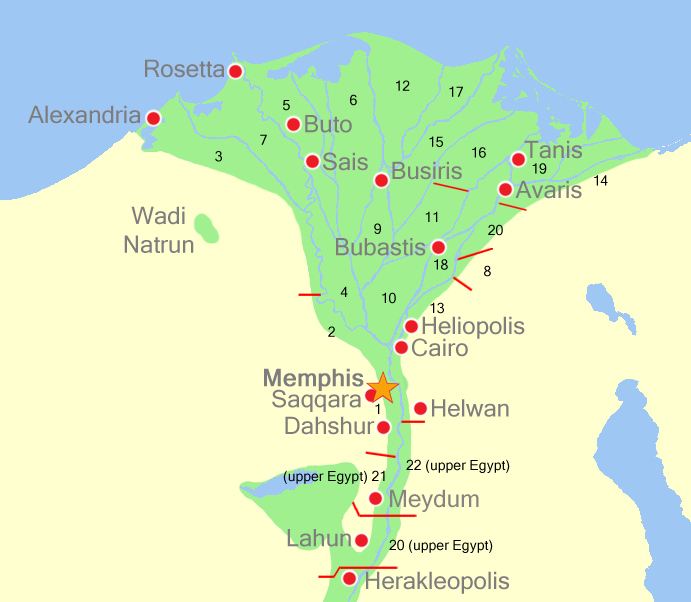
Lägeskarta över nomoi i Nedre Egypten.

Ka-khem ("Svartoxe", även Kem-Wer) var ett av 42 nomoi (länen) i det forntida Egypten.
| S32 | E2 · R12 · N24 |

Ka-khem med hieroglyfer

## Geografi
Ka-khem var ett av de 20 nomoi i Nedre Egypten och hade nummer 10.
Länets storlek går ej att utläsa, vanligen var länen cirka 30–40 km långa och ytan beroende på Nildalens bredd eller öknens början. Ytan räknades i cha-ta (1 cha-ta motsvarar 2,75 ha) och längden räknades i iteru (1 iteru motsvarar 10,5 km).
Niwt (huvudorten) var Hut-hery-ib/Athribis (dagens Tell Atrib eller Kom Sidi Yusef).

## Historia
Varje län styrdes av en nomark som officiellt lydde direkt under faraon.
Varje Niwt hade ett Het net (tempel) tillägnad områdets skyddsgud och ett Heqa het (nomarkens residens).
Länets skyddsgud var Horus och bland övriga gudar dyrkades främst Isis och Osiris.
Idag ingår området i guvernementet al-Qalyubiyya.